# 赛刍豆
赛芻豆（学名：Macroptilium atropurpureus）为豆科赛芻豆属下的一个种。原產於北美洲。